# Малая Рица
Малая Рица — горное озеро, расположенное в Абхазии, к востоку от Гагрского хребта в бассейне реки Юпшара в 5 километрах западнее озера Большая Рица и выше на 365 м по абсолютным отметкам над уровнем моря. Озеро расположено у подножия горы Пшагишха (2217 м) на высоте 1235 м.

## Описание
Первые исследования озера Малая Рица были проведены в 1913 году, когда на озере побывал геолог Л. К. Конюшневский, и в 1914 году когда на озере побывала экспедиция, организованная Крымско-Кавказским горным клубом на озёра Рица и Кардывач под руководством географа Е. И. Морозовой-Поповой. По результатам этой экспедиции было исправлено местоположение озера на карте, были произведены первые измерения глубины и составлена батиметрическая карта.
Озеро имеет овальную форму и вытянуто с запада на восток. Длина озера 530 м, ширина — 290 м. Глубина достигает 76 м. Площадь озера составляет 0,1 квадратных километров. Берега озера с севера, запада и юго-запада крутые и высокие. С востока к озеру подходит тропа, начинающаяся у озера Большая Рица, которая выводит к восточной части, где имеются относительно пологие участки. Береговая линия изрезано слабо, однако обойти озеро вдоль берега очень трудно, так как берег местами отвесно обрывается в воду.
Распространена версия о том, что озеро было образовано в результате обвала части горы Пшегишхва, который перегородил сток вод, запрудив горную котловину.
Озеро питается исключительно атмосферными осадками, стекающими с окрестных гор. У озера нет поверхностного стока. Ни одна постоянная река не впадает в озеро и ни одна не вытекает из него. Уровень воды очень сильно зависит от количества накопленных за зиму осадков, выпадающих преимущественно в виде снега, и тающих в течение весны.
Прозрачность воды в озере достигает 18 м. Водная растительность в озере практически отсутствует. Животный мир озера представлен тритонами, лягушками, рыбы в озере нет.
Озеро относительно мало посещается туристами, так как тропа к озеру трудна, проходит по крутому склону, петляет среди нагромождений больших камней и завалов деревьев.